# Sebastian Junger

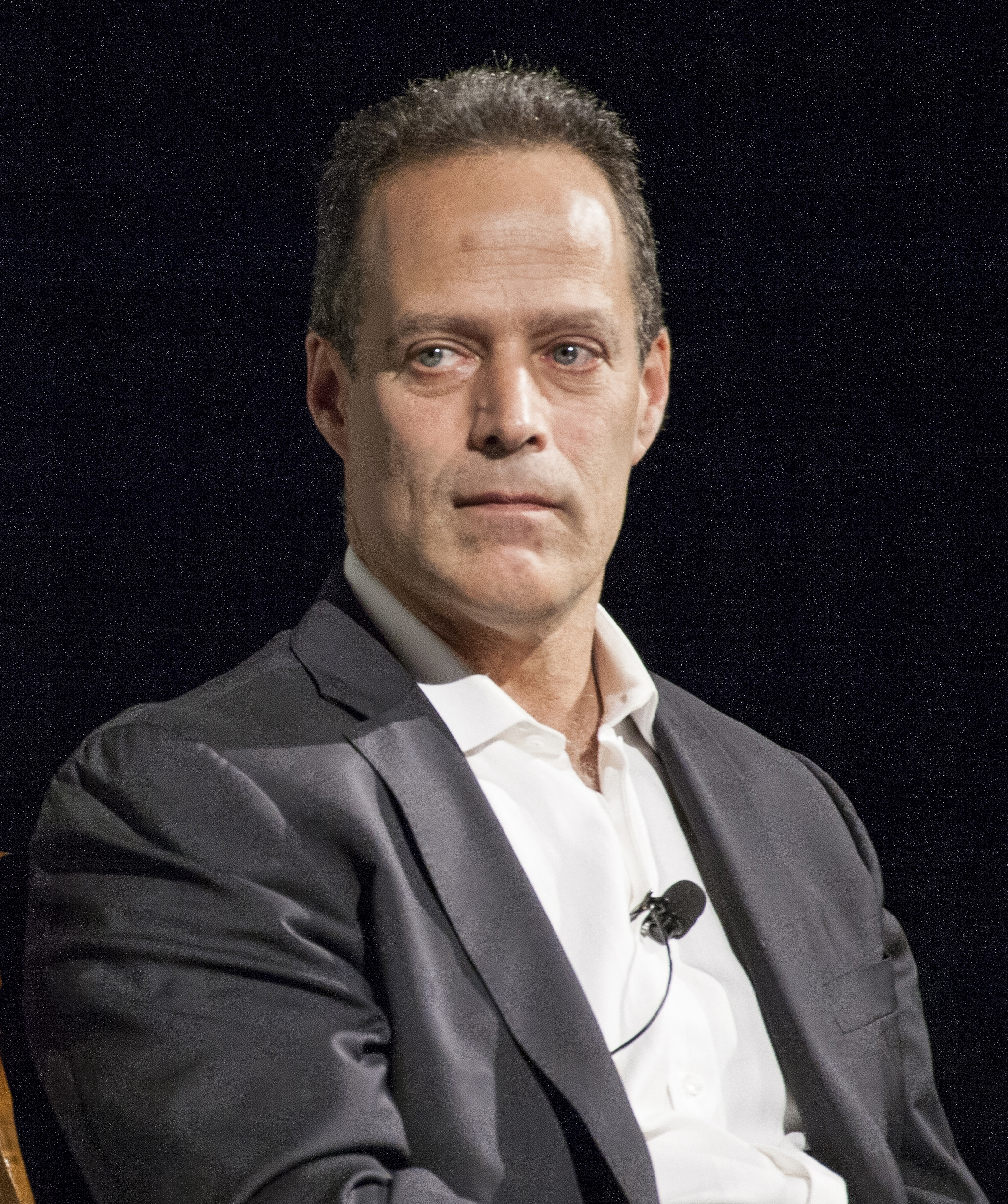
Sebastian Junger (2013)

Sebastian Junger (* 17. Januar 1962 in Belmont, Massachusetts) ist ein US-amerikanischer Autor, Journalist und Dokumentarfilmer; bekannt wurde er als Verfasser des Bestsellers The Perfect Storm über das Unglück der Andrea Gail. Das Buch wurde in Der Sturm verfilmt.

## Leben
Jungers Mutter Ellen Sinclair ist Malerin, sein deutschstämmiger Vater Miguel Junger ist Physiker. Er wuchs in der Gegend des Serienkillers Albert Henry DeSalvo auf, was ihn später dazu anregte, das Buch A Death in Belmont über die Mordserie zu schreiben. Junger besuchte die Concord Academy in Concord bis 1980 und erwarb 1984 an der Wesleyan University einen Bachelor of Arts in Kulturanthropologie.
Jungers erstes Buch The Perfect Storm von 1997 wurde zu einem Bestseller, Junger selbst dafür oftmals mit Ernest Hemingway verglichen. Er gewann den National Magazine Award 2000 für „The Forensics of War“, veröffentlicht in Vanity Fair 1999. Anfang 2007 berichtete er aus Nigeria über Blut-Öl. Gemeinsam mit dem Fotografen Tim Hetherington erhielt Junger den DuPont-Columbia Award für Rundfunkjournalismus für The Other War: Afghanistan, produziert mit ABC News und Vanity Fair, das auf ABC Nightline im September 2008 gezeigt wurde.
Junger lebte zwei Jahre in Gloucester. Mit seiner Frau Daniela lebt er derzeit in New York City, wo er Mitinhaber einer Bar namens The Half-King ist.

## Werke
- 1998: The Perfect Storm (deutsch: Der Sturm – die letzte Fahrt der Andrea Gail, Diana Verlag, München, ISBN 978-3-8284-5008-0).
- 2002: Feuer, ISBN 978-3-8284-5044-8.
- 2007: Tod in Belmont, ISBN 978-3-89667-320-6.
- 2010: Restrepo.
- 2010: War. Twelve, New York City, USA, ISBN 978-0-446-55624-8.
  - in Deutsch: War. Ein Jahr im Krieg. Karl Blessing, München 2010, ISBN 978-3-89667-441-8.[7][8]
  - Rezension v. Daniel-Dylan Böhmer: Im Rausch des Krieges. Die Welt Kompakt vom 6. Januar 2011, S. 3.
- Tribe. On Homecoming and Belonging. Twelve, New York City, USA 2016, ISBN 978-1-4555-6638-9.
  - deutsch von Teja Schwaner: Tribe – Das verlorene Wissen um Gemeinschaft und Menschlichkeit. Blessing, München 2017, ISBN 978-3-89667-587-3.